# Jamésie

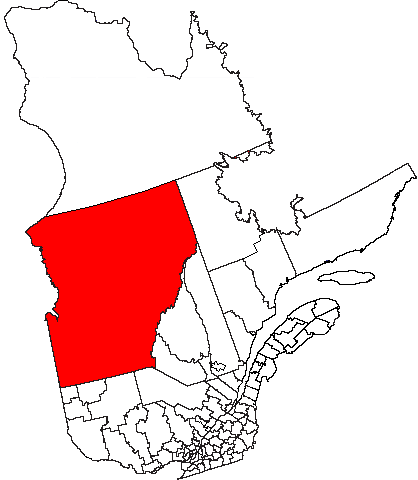
Locatie van Jamésie in de Canadese provincie Quebec

Jamésie is een administratieve eenheid van de Canadese provincie Quebec. Jamésie is gelegen in de regio Nord-du-Quebec en bestaat uit de regionale overheid Eeyou Istchee Baie-James en de plaatsen Lebel-sur-Quévillon, Matagami, Chapais en Chibougamau, die als enclaves binnen Eeyou Istchee Baie-James liggen. De hoofdplaats met 8.000 inwoners is Chibougamau, dat in het uiterste zuidwesten van Jamésie ligt.
Jamésie is vernoemd naar de Jamesbaai, dat ten westen van het territorium ligt. De regio beslaat een gebied van 303.473,27 km² – zeven en half keer Nederland en bijna 10 keer België. De regio heeft 28.190 inwoners (2006), voornamelijk Cree en Inuit (Eskimo's). Slechts 5% van de bevolking woont in Baie-James; de resterende 95% woont in Lebel-sur-Quévillon, Matagami, Chapais en Chibougamau.
Jamésie is een zogenaamd territoire équivalent (TÉ), kort voor territoire équivalent à une municipalité régionale de comté ("territorium gelijk een regionale gemeente"), een statistische eenheid voor delen van de provincie Quebec die niet door een regionale gemeente (municipalité régionale de comté) gedekt worden.
Samen met Eyou Istchee en Nunavik vormt Jamésie de enorme administratieve regio Nord-du-Québec.